# Luigi Maria Monti

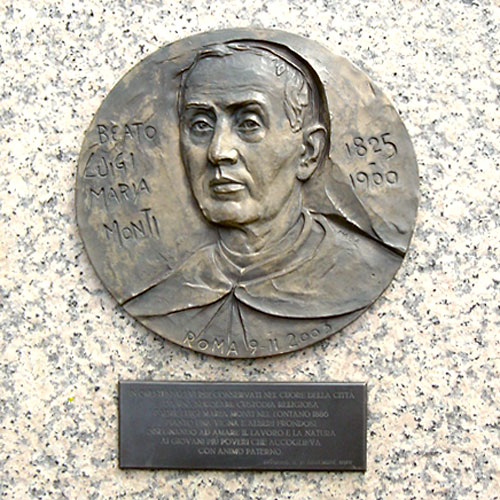
Particolare da una lapide dedicata a Luigi Maria Monti a Saronno

Luigi Maria Monti (Bovisio, 24 luglio 1825 – Saronno, 1º ottobre 1900) è stato un religioso italiano, fondatore della congregazione dei Figli dell'Immacolata Concezione (Concezionisti). Fu beatificato nel 2003 da Giovanni Paolo II.

## Biografia
Di umile famiglia, perse il padre all'età di dodici anni ed iniziò a lavorare come falegname e nel 1846 emise privatamente i voti religiosi: trascorse sei anni come fratello laico tra i Pavoniani, lavorando come infermiere nel lazzaretto di Brescia.
Nel 1858, con l'infermiere Cipriano Pezzini, si trasferì a Roma e diede vita, nell'ospedale di Santo Spirito, ad una congregazione religiosa di laici (detti Concezionisti) per l'assistenza agli infermi: Monti conseguì anche il diploma di flebotomo presso l'università La Sapienza.
Rimasto senza l'aiuto del Pezzini (1858) dovette far fronte a gravi ostacoli, soprattutto per il clima di anticlericalismo che si respirava dopo l'unione del Lazio al Regno d'Italia: aiutato da papa Pio IX, che nel 1877 lo confermò direttore dell'ospedale di Santo Spirito, riuscì a vincere ogni resistenza.
Nel 1886 allargò l'attività assistenziale anche a favore degli orfani, per i quali fondò due istituti: a Saronno e a Cantù.

## Il processo di beatificazione
Nel 2001 la Congregazione delle Cause dei Santi ha promulgato il decreto sull’eroicità delle sue virtù e nel 2003 si ebbe il decreto che definiva miracolosa la guarigione del contadino Giovanni Luigi Iecle avvenuta nel 1961 a Bosa (Sardegna).
Luigi Maria Monti è stato beatificato dal Papa Giovanni Paolo II il 9 novembre 2003.

## Il culto
Il suo primo biografo fu il padre barnabita Eufrasio M. Spreafico che assunto l'impegno nel 1927, dopo un decennio di ricerche, pubblicò nel 1940 una biografia completa e molto ben documentata, utile anche per la causa di canonizzazione. Nel 1941 il cardinale Ildefonso Schuster aprì a Milano la fase diocesana del suo processo di canonizzazione, conclusasi nel 1951: il 24 aprile 2001 Giovanni Paolo II promulgò il decreto sull'eroicità delle virtù del servo di Dio Luigi Maria Monti, riconoscendogli il titolo di venerabile. Lo stesso pontefice celebrò la sua cerimonia di beatificazione il 9 novembre del 2003.
Memoria liturgica il 22 settembre.